# Philippe Thoby-Marcelin

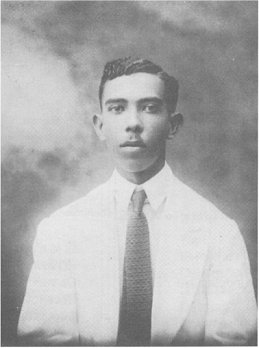
Philippe Thoby-Marcelin
(1920er Jahre)

Philippe Thoby-Marcelin (* 11. Dezember 1904 in Port-au-Prince; † 13. August 1975 in Syracuse, Vereinigte Staaten) war ein haitianischer Dichter, Romanautor, Journalist, Völkerkundler und Politiker.

## Leben
Philippe Thoby-Marcelin wurde am 11. Dezember 1904 in Port-au-Prince geboren. Er war der ältere Bruder von Pierre Marcelin, der 1908 geboren wurde und mit seinem Bruder Philippe bei dessen wichtigsten Romanen zusammenarbeitete. Diese befassten sich vorwiegend mit dem ländlichen, bäuerlichen Leben und der haitianischen Folklore.
Philippe Thoby-Marcelin besuchte zunächst eine Sekundarschule in Port-au-Prince und legte das Baccalauréat in Paris ab. Anschließend studierte er Rechtswissenschaft und erreichte den Abschluss mit einem Diplom.
Seine berufliche Laufbahn begann er als Generalsekretär im Ministerium für das Bauwesen in der Zeit der Besetzung Haitis durch die Vereinigten Staaten (1915 bis 1934). Wie die meisten haitianischen Intellektuellen war er gegen die Anwesenheit der fremden Streitkräfte.
Zusammen mit Jacques Roumain, Carl Brouard, Émile Roumer und Normil Sylvain war er im Jahr 1927 an der Gründung der Zeitschrift „La Revue Indigène“ beteiligt. In der Publikation stand das Indigene und das Haitianische im Mittelpunkt der literarischen und künstlerischen Arbeit, um sich angesichts der amerikanischen Besatzung den eigenen kulturellen Wurzeln zuzuwenden.
Seinen ersten Roman, Canapé Vert, veröffentlichte er im Jahr 1944. Das Werk wurde mit dem Lateinamerikanischen Literaturpreis ausgezeichnet.
Zusammen mit Anthony Lespès war er im Jahr 1946 an der Gründung der Parti socialiste populaire (Sozialistischen Volkspartei; PSP) beteiligt. Im selben Jahr veröffentlichte er das Buch La Bête de Musseau (Die Bestie von Musseau).
Thoby-Marcelin wurde im Jahr 1951 Fellow der John Simon Guggenheim Memorial Foundation.
Le Crayon de Dieu (Der Bleistift Gottes) folgte im Jahr 1952 und im Jahr 1967 die Sammlung Contes et Légendes d'Haïti. Posthum wurde im Jahr 1980 sein letzter Roman, Tous les Hommes sont Fous (Alle Menschen sind verrückt), den seine Frau Eva Thoby-Marcelin ins Englische übersetzte, veröffentlicht.
Philippe Thoby-Marcelin starb am 13. August 1975 in Syracuse in der Nähe von New York.

## Werke
- Philippe Thoby-Marcelin, Pierre Marcelin: Canapé-Vert. Farrar & Rinehart, New York 1944, ISBN 978-1-199-83877-3.
- Philippe Thoby-Marcelin, Pierre Marcelin: La bête de Musseau. In: Les Éditions de la Maison française. 1. Auflage. Band 142. New York 1946.
- Pierre Marcelin, Philippe Thoby-Marcelin: Le crayon de Dieu. La Table Ronde, Paris 1952, OCLC 1003653575.
- Philippe Thoby-Marcelin, Pierre Marcelin: Contes et légendes d'Haïti. F. Nathan, 1967, ISSN 1148-9758.
- Philippe Thoby-Marcelin, Pierre Marcelin: Tous les Hommes sont Fous. Nouvelle optique, Montreal 1980, ISBN 978-2-89017-002-5.